# 652 Jubilatrix
652 Jubilatrix eller 1907 AU är en asteroid i huvudbältet, som upptäcktes den 4 november 1907 av den österrikiske astronomen Johann Palisa. Den är uppkallad efter ordet Jubileum.
Asteroiden har en diameter på ungefär 15 kilometer.